# پناهگاه سنگی کله شک
پناهگاه سنگی کله شک مربوط به دوره اشکانیان است و در شهرستان گیلانغرب، بخش مرکزی، دهستان چله، ۵۰۰ متری شرق کارگاه کله شک، بر روی تپه ماهور واقع شده و این اثر در تاریخ ۲۶ اسفند ۱۳۸۷ با شمارهٔ ثبت ۲۵۴۶۵ به‌عنوان یکی از آثار ملی ایران به ثبت رسیده است.